# Solanum mite
Solanum mite är en potatisväxtart som beskrevs av Hipólito Ruiz López och Pav.. Solanum mite ingår i släktet skattor som ingår i familjen potatisväxter. Inga underarter finns listade i Catalogue of Life.